# Livro de Hã
Livro de Hã ou Livro de Hã Anterior (em chinês: 汉书, pinyin: Hàn shū) é uma obra histórica chinesa concluída no ano 111. Ela relata os acontecimentos do Império Hã (206 a.C.–220 d.C.), cobrindo o período que vai do primeiro imperador, em 206 a.C., até a queda de Wang Mang, em 23 d.C.. O texto foi escrito por Ban Gu (32–92), um funcionário da corte Hã, com a colaboração de sua irmã Ban Zhao. Ambos deram continuidade ao trabalho iniciado por seu pai, Ban Biao. O Livro de Hã é a principal fonte, e em alguns casos a única, sobre diversos assuntos desse período. Uma obra complementar, o Livro de Hã Posterior, cobre o período do Império Hã Oriental de 25 a 220, e foi escrita no século V por Fan Ye (398–445).

## Conteúdo
O Livro de Hã teve origem como uma continuação dos Registros do Historiador, de Sima Qian, iniciada por Ban Biao, pai de Ban Gu, no início da dinastia Hã Posterior. Esse trabalho ficou conhecido como Tradições Posteriores (後傳), refletindo a intenção de Ban Biao de dar sequência à obra de Sima. Outros estudiosos da época, como Liu Xin e Yang Xiong, também tentaram continuar a história de Sima Qian.
Após a morte de Ban Biao, seu filho mais velho, Ban Gu, decidiu iniciar uma nova obra, insatisfeito com o que havia sido feito por seu pai. Diferente da narrativa de Sima Qian, que começa com governantes lendários, Ban Gu optou por começar com a fundação da dinastia Hã. Com isso, ele estabeleceu o formato Jizhuanti (紀傳體, 纪传体), que combina biografias e anais cronológicos. Esse modelo passou a ser o padrão para as histórias oficiais da China até a era moderna.
Nas partes em que o conteúdo se sobrepunha ao de Sima Qian, Ban Gu manteve muito do material original, às vezes literalmente, e em outros casos fez acréscimos. Ele também usou parte dos textos escritos por seu pai, embora não se saiba ao certo o quanto foi aproveitado. A obra final tem 100 fascículos (卷) e inclui ensaios sobre direito, ciência, geografia e literatura.
Ban Zhao, irmã mais nova de Ban Gu, completou o trabalho em 111, dezenove anos após a morte de seu irmão na prisão. Ela é reconhecida por sua própria contribuição à obra, tendo escrito, segundo estudiosos, os volumes 13 a 20 (tabelas cronológicas) e o volume 26 (tratado sobre astronomia), este último em parceria com Ma Xu.
Assim como nos Registros do Historiador, o general Zhang Qian, que explorou as regiões a oeste da China, é uma das principais fontes para as informações culturais e econômicas sobre as Regiões Ocidentais, descritas no fascículo 96. A seção de "Anais" e os três capítulos sobre o governo de Wang Mang foram traduzidos para o inglês por Homer H. Dubs. Outros trechos foram traduzidos por estudiosos como AFP Hulsewé, Clyde B. Sargent, Nancy Lee Swann e Burton Watson.
O texto também apresenta o Sistema de Calendário de Tríplice Concordância (三統曆), criado por Liu Xin, no fascículo 21, traduzido para o inglês por Christopher Cullen.
A obra de Ban Gu definiu o modelo para os textos históricos das dinastias seguintes e ainda hoje é considerada uma fonte essencial para o estudo do período Hã. É uma das chamadas "Quatro Histórias" (四史) do cânone das Vinte e Quatro Histórias, junto aos Registros do Historiador, Registros dos Três Reinos e à História de Hã Posterior.

### Anais
Ji (紀, anais), 12 volumes. As biografias dos imperadores são organizadas em formato análogo aos anais, oferecendo uma narrativa cronológica dos principais eventos, centrada na atuação e na perspectiva da corte imperial.
| #   | Volume                               | Título em chinês | Tradução para o português                        |
| --- | ------------------------------------ | ---------------- | ------------------------------------------------ |
| 001 | Volume 1 (Part 1), Volume 1 (Part 2) | 高帝紀           | Anais do imperador Gaozu, 206–195 a.C.           |
| 002 | Volume 2                             | 惠帝紀           | Anais do imperador Hui, 194–188 a.C.             |
| 003 | Volume 3                             | 高后紀           | Anais da imperatiz Lü Zhi (regente 195–180 a.C.) |
| 004 | Volume 4                             | 文帝紀           | Anais do imperador Wen, 179–157 a.C.             |
| 005 | Volume 5                             | 景帝紀           | Anais do imperador Jing, 156–141 a.C.            |
| 006 | Volume 6                             | 武帝紀           | Anais do imperador Wu, 140–87 a.C.               |
| 007 | Volume 7                             | 昭帝紀           | Anais do imperador Zhao, 86–74 a.C.              |
| 008 | Volume 8                             | 宣帝紀           | Anais do imperador Xuan, 73–49 a.C.              |
| 009 | Volume 9                             | 元帝紀           | Anais do imperador Yuan, 48–33 a.C.              |
| 010 | Volume 10                            | 成帝紀           | Anais do imperador Cheng, 32–7 a.C.              |
| 011 | Volume 11                            | 哀帝紀           | Anais do imperador Ai, 6–1 a.C.                  |
| 012 | Volume 12                            | 平帝紀           | Anais do imperador Ping, 1 a.C. – 5 d.C.         |

### Tabelas cronológicas
Biao (表, tabelas), divididos em 8 volumes. Apresentam tabelas cronológicas que organizam os eventos na vida de indivíduos de relevância política e administrativa.
| #                  | Volume    | Título em chinês         | Tradução para o português                                                                                  |
| ------------------ | --------- | ------------------------ | --- |
| 013                | Volume 13 | 異姓諸侯王表             | Tabela de nobres não relacionados ao clã imperial                                                          |
| 014                | Volume 14 | 諸侯王表                 | Tabela de nobres relacionados ao clã imperial                                                              |
| 015                | Volume 15 | 王子侯表                 | Tabela dos filhos dos nobres                                                                               |
| 016                | Volume 16 | 高惠高后文功臣表         | Tabela de funcionários meritórios durante os reinados dos (imperadores) Gao, Hui, Wen e da Imperatriz Gao  |
| 017                | Volume 17 | \| 景武昭宣元成功臣表 \| | Tabela de funcionários meritórios durante os reinados dos (imperadores) Jing, Wu, Zhao, Xuan, Yuan e Cheng |
| 018                | Volume 18 | 外戚恩澤侯表             | Tabela de nobres das famílias das consortes imperiais                                                      |
| 019                | Volume 19 | 百官公卿表               | Tabela de patentes de nobreza e cargos governamentais                                                      |
| 020                | Volume 20 | 古今人表                 | Pessoas proeminentes do passado até o presente                                                             |
| 景武昭宣元成功臣表 |           |                          | |

### Tratados
Zhi (志, tratados ou memórias), 10 volumes. Cada volume trata de uma esfera específica da administração imperial ou da organização sociopolítica, como rituais, música, geografia e literatura.
| #   | Volume                                                                                                  | Título em chinês | Tradução para o português            |
| --- | --- | ---------------- | ------------------------------------ |
| 021 | Volume 21                                                                                               | 律曆志           | Tratado sobre o ritmo e o calendário |
| 022 | Volume 22                                                                                               | 禮樂志           | Tratado sobre Ritos e Música         |
| 023 | Volume 23                                                                                               | 刑法志           | Tratado sobre a punição e a lei      |
| 024 | Volume 24 (Parte 1), Volume 24 (Parte 2)                                                                | 食貨志           | Tratado sobre Alimentos              |
| 025 | Volume 25 (Parte 1), Volume 25 (Parte 2)                                                                | 郊祀志           | Tratado sobre Sacrifícios            |
| 026 | Volume 26                                                                                               | 天文志           | Tratado de Astronomia                |
| 027 | Volume 27 (Parte 1), Volume 27 (Parte 2), Volume 27 (Parte 3), Volume 27 (Parte 4), Volume 27 (Parte 5) | 五行志           | Tratado sobre os Cinco Elementos     |
| 028 | Volume 28 (Parte 1), Volume 28 (Parte 2)                                                                | 地理志           | Tratado de Geografia                 |
| 029 | Volume 29                                                                                               | 溝洫志           | Tratado sobre Rios e Canais          |
| 030 | Volume 30                                                                                               | 藝文志           | Tratado de Literatura                |

### Biografias
Zhuan (傳, tradições exemplares ou biografias), 70 volumes. Dedicados a registros da vida de indivíduos notáveis. Os textos focam na narração de eventos que evidenciam de forma clara o caráter exemplar de cada indivíduo. Frequentemente, duas ou mais pessoas são tratadas em um mesmo artigo, agrupadas por similaridade de função ou categoria. Os volumes finais abordam as relações da China com diferentes povos dentro e além de suas fronteiras, incluindo as regiões de Ba (atual Yunnan), Nanyue (atuais Cantão, Guangxi e Vietnã) e Minyue (atual Fujian).
| #   | Número                                                     | Título (Chinês)          | Título (Português) |
| --- | ---------------------------------------------------------- | ------------------------ | --- |
| 031 | Volume 31                                                  | 陳勝項籍傳               | Chen Sheng e Xiang Yu |
| 032 | Volume 32                                                  | 張耳陳餘傳               | Zhang Er e Chen Yu |
| 033 | Volume 33                                                  | 魏豹田儋韓王信傳         | Wei Bao, Tian Dan e Hán Xin (Rei Han) |
| 034 | Volume 34                                                  | 韓彭英盧吳傳             | Han, Peng, Ying, Lu e Wu – Han Xin, Peng Yue, Ying Bu, Lu Wan Wu Rui (吳芮) |
| 035 | Volume 35                                                  | 荊燕吳傳                 | O príncipe Jing, Yan e Wu |
| 036 | Volume 36                                                  | 楚元王傳                 | Princípe Yuan de Chu – Liu Xiang e Liu Xin |
| 037 | Volume 37                                                  | 季布欒布田叔傳           | Ji Bu, Luan Bu e Tian Shu |
| 038 | Volume 38                                                  | 高五王傳                 | Os cinco filhos do imperador Gao |
| 039 | Volume 39                                                  | 蕭何曹參傳               | Xiao He e Cao Shen |
| 040 | Volume 40                                                  | 張陳王周傳               | Zhang, Chen, Wang e Zhou – Zhang Liang, Chen Ping, Wang Ling (王陵) e Zhou Bo |
| 041 | Volume 41                                                  | 樊酈滕灌傅靳周傳         | Fan, Li, Teng, Guan, Fu, Jin and Zhou – Fan Kuai, Li Shang (酈商), Xiahou Ying, Guan Ying (灌嬰), Fu Kuan, Jin She (靳歙) e Zhou Xue (周緤)                                                                                                   |
| 042 | Volume 42                                                  | 張周趙任申屠傳           | Zhang, Zhou, Zhao, Ren e Shentu – Zhang Cang (張蒼), Zhou Chang (周昌), Zhao Yao (趙堯), Ren Ao (任敖) e Shentu Jia (申屠嘉) |
| 043 | Volume 43                                                  | 酈陸朱劉叔孫傳           | Li, Lu, Zhu, Liu e Shusun – Li Yiji (酈食其), Lu Gu (陸賈), Zhu Jian (朱建), Lou Jing (婁敬) e Shusun Tong (叔孫通) |
| 044 | Volume 44                                                  | 淮南衡山濟北王傳         | Os reis de Huainan, Hengshan e Jibei |
| 045 | Volume 45                                                  | 蒯伍江息夫傳             | Kuai, Wu, Jiang e Xifu – Kuai Tong (蒯通), Wu Bei (伍被), Jiang Chong (江充) e Xifu Gong (息夫躬) |
| 046 | Volume 46                                                  | 萬石衛直周張傳           | Os lordes de Wan, Wei, Zhi, Zhou and Zhang – Shi Fen (石奮), Wei Wan (衛綰), Zhi Buyi (直不疑), Zhou Ren (周仁) e Zhang Ou (張歐) |
| 047 | Volume 47                                                  | 文三王傳                 | Os três filhos do imperador Wen |
| 048 | Volume 48                                                  | 賈誼傳                   | Jia Yi |
| 049 | Volume 49                                                  | 爰盎晁錯傳               | Yuan Ang e Chao Cuo |
| 050 | Volume 50                                                  | 張馮汲鄭傳               | Zhang, Feng, Ji and Zheng – Zhang Shizhi (張釋之), Feng Tang (馮唐), Ji An (汲黯) e Zheng Dangshi (鄭當時) |
| 051 | Volume 51                                                  | 賈鄒枚路傳               | Jia, Zou, Mei and Lu – Jia Shan (賈山, Zou Yang (鄒陽), Mei Cheng (枚乘) e Lu Wenshu (路溫舒) |
| 052 | Volume 52                                                  | 竇田灌韓傳               | Dou, Tian, Guan e Han – Dou Ying (竇嬰), Tian Fen (田蚡), Guan Fu (灌夫) e Han Anguo (韓安國) |
| 053 | Volume 53                                                  | 景十三王傳               | Os treze filhos do imperador Jing |
| 054 | Volume 54                                                  | 李廣蘇建傳               | Li Guang e Su Jian |
| 055 | Volume 55                                                  | 衛青霍去病傳             | Wei Qing e Huo Qubing |
| 056 | Volume 56                                                  | 董仲舒傳                 | Dong Zhongshu |
| 057 | Volume 57 (Part 1), Volume 57 (Part 2)                     | 司馬相如傳               | Sima Xiangru |
| 058 | Volume 58                                                  | 公孫弘卜式兒寬傳         | Gongsun Hong, Bu Shi e Er Kuan |
| 059 | Volume 59                                                  | 張湯傳                   | Zhang Tang |
| 060 | Volume 60                                                  | 杜周傳                   | Du Zhou |
| 061 | Volume 61                                                  | 張騫李廣利傳             | Zhang Qian e Li Guangli |
| 062 | Volume 62                                                  | 司馬遷傳                 | Sima Qian |
| 063 | Volume 63                                                  | 武五子傳                 | Os cinco filhos do imperador Wu |
| 064 | Volume 64 (Part 1), Volume 64 (Part 2)                     | 嚴朱吾丘主父徐嚴終王賈傳 | Yan, Zhu, Wuqiu, Zhufu, Xu, Yan, Zhong, Wang e Jia – Yan Zhu (嚴助), Zhu Maichen (朱買臣), Wuqiu Shouwang (吾丘壽王), Zhufu Yan (主父偃), Xu Yue (徐樂), Yan An (嚴安), Zhong Jun (終軍), Wang Bao (王褒) e Jia Juanzhi (賈捐之); duas partes |
| 065 | Volume 65                                                  | 東方朔傳                 | Dongfang Shuo |
| 066 | Volume 66                                                  | 公孫劉田王楊蔡陳鄭傳     | Gongsun, Liu, Tian, Wang, Yang, Cai, Chen and Zheng – Gongsun He (公孫賀), Liu Quli (劉屈氂), Tian Qiuqian (田千秋), Wang Xin (王訢), Yang Chang (楊敞), Cai Yi (蔡義), Chen Wannian (陳萬年) e Zheng Hong (鄭弘)                             |
| 067 | Volume 67                                                  | 楊胡朱梅云傳             | Yang, Hu, Zhu, Mei e Yun – Yang Wangsun (楊王孫), Hu Jian (胡建), Zhu Yun (朱雲), Mei Fu (梅福) e Yun Chang (云敞) |
| 068 | Volume 68                                                  | 霍光金日磾傳             | Huo Guang e Jin Midi |
| 069 | Volume 69                                                  | 趙充國辛慶忌傳           | Zhao Chongguo e Xin Qingji |
| 070 | Volume 70                                                  | 傅常鄭甘陳段傳           | Fu, Chang, Zheng, Gan, Chen and Duan – Fu Jiezi, Chang Hui (常惠), Zheng Ji, Gan Yannian (甘延壽), Chen Tang e Duan Huizong (段會宗) |
| 071 | Volume 71                                                  | 雋疏于薛平彭傳           | Jun, Shu, Yu, Xue, Ping e Peng – Jun Buyi (雋不疑), Shu Guang (疏廣) e Shu Shou (疏受), Yu Dingguo (于定國), Xue Guangde (薛廣德), Ping Dang (平當) e Peng Xuan (彭宣)                                                                        |
| 072 | Volume 72                                                  | 王貢兩龔鮑傳             | Wang, Gong, two Gongs e Bao – Wang Ji (王吉), Gong Yu (貢禹), Gong Sheng (龔勝) and Gong She (龔舍) e Bao Xuan |
| 073 | Volume 73                                                  | 韋賢傳                   | Wei Xian |
| 074 | Volume 74                                                  | 魏相丙吉傳               | Wei Xiang e Bing Ji |
| 075 | Volume 75                                                  | 眭兩夏侯京翼李傳         | Sui, dois Xiahous, Jing, Ji e Li – Sui Hong (眭弘), Xiahou Shichang (夏侯始昌) e Xiahou Sheng (夏侯勝), Jing Fang (京房), Ji Feng (翼奉) e Li Xun (李尋)                                                                                      |
| 076 | Volume 76                                                  | 趙尹韓張兩王傳           | Zhao, Yin, Han, Zhang e dois Wangs – Zhao Guanghan (趙廣漢), Yin Wenggui (尹翁歸), Han Yanshou (韓延壽), Zhang Chang (張敞), Wang Zun (王尊) e Wang Zhang (王章)                                                                              |
| 077 | Volume 77                                                  | 蓋諸葛劉鄭孫毋將何傳     | Gai, Zhuge, Liu, Zheng, Sun, Wujiang e He – Gai: Gai Kuanrao (蓋寬饒), Zhuge: Zhuge Feng (諸葛豐), Liu: Liu Fu (劉輔), Zheng: Zheng Chong (鄭崇), Sun: Sun Bao (孫寶), Wujiang: Wujiang Long (毋將隆), He: He Bing (何並)                     |
| 078 | Volume 78                                                  | 蕭望之傳                 | Xiao Wangzhi |
| 079 | Volume 79                                                  | 馮奉世傳                 | Feng Fengshi |
| 080 | Volume 80                                                  | 宣元六王傳               | Os seis filhos do imperador Xuan e Yuan |
| 081 | Volume 81                                                  | 匡張孔馬傳               | Kuang, Zhang, Kong e Ma – Kuang Heng (匡衡), Zhang Yu (張禹), Kong Guang (孔光) e Ma Gong (馬宮) |
| 082 | Volume 82                                                  | 王商史丹傅喜傳           | Wang Shang, Shi Dan e Fu Xi |
| 083 | Volume 83                                                  | 薛宣朱博傳               | Xue Xuan e Zhu Bo |
| 084 | Volume 84                                                  | 翟方進傳                 | Zhai Fangjin |
| 085 | Volume 85                                                  | 谷永杜鄴傳               | Gu Yong e Du Ye |
| 086 | Volume 86                                                  | 何武王嘉師丹傳           | He Wu, Wang Jia e Shi Dan |
| 087 | Volume 87 (Part 1), Volume 87 (Part 2)                     | 揚雄傳                   | Yang Xiong |
| 088 | Volume 88                                                  | 儒林傳                   | Escola confucionista |
| 089 | Volume 89                                                  | 循吏傳                   | Oficiais |
| 090 | Volume 90                                                  | 酷吏傳                   | Oficiais cruéis |
| 091 | Volume 91                                                  | 貨殖傳                   | Usurers |
| 092 | Volume 92                                                  | 游俠傳                   | Youxias |
| 093 | Volume 93                                                  | 佞幸傳                   | Bajuladores |
| 094 | Volume 94 (Part 1), Volume 94 (Part 2)                     | 匈奴傳                   | Tradições de Xiongnu |
| 095 | Volume 95                                                  | 西南夷兩粵朝鮮傳         | Tradições de Yi do sudoeta, os dois Yues, e Joseon (Coréia) – Nanyue e Min Yue |
| 096 | Volume 96 (Part 1), Volume 96 (Part 2)                     | 西域傳                   | Tradições ocidentais |
| 097 | Volume 97 (Part 1), Volume 97 (Part 2)                     | 外戚傳                   | A imperatriz e Afins imperiais |
| 098 | Volume 98                                                  | 元后傳                   | Wang Zhengjun |
| 099 | Volume 99 (Part 1), Volume 99 (Part 2), Volume 99 (Part 3) | 王莽傳                   | Wang Mang |
| 100 | Volume 100 (Part 1), Volume 100 (Part 2)                   | 敘傳                     | Posfácio e história familiar |

### Menção ao Japão
A primeira referência ao povo japonês em registros históricos chineses encontra-se no Livro de Han, Volume 28, Tratado de Geografia. O texto afirma: “O povo de Wo está situado além do oceano, a partir da Comenda de Lelang, dividido em mais de cem tribos, e periodicamente envia tributos.” Segundo registros posteriores, em 57 d.C., o reino de Wa, localizado ao sul de Na, enviou um emissário chamado Taifu para prestar homenagem ao imperador Guangwu, recebendo em troca um selo de ouro. Esse objeto foi encontrado no século XVIII, no norte da ilha de Quiuxu. De acordo com o Livro de Wei, no século III, o principal reino do arquipélago era Yamatai, governado por Himiko, descrita como uma rainha-sacerdotisa.

## Comentários sobre a obra
A edição conhecida como Edição do Palácio contém anotações de Yan Shigu (581–645) e Su Lin. O Hanshu Buzhu (漢書補注), compilado por Wang Xianqian (1842–1918), reúne comentários de diversos estudiosos, incluindo o próprio autor. Outro comentário relevante é o Hanshu Kuiguan (漢書管窺), de Yang Shuda.